# Дудаев, Джохар Мусаевич
Джоха́р Муса́евич Дуда́ев (чечен. ДудагӀеран Мувсан ЖовхӀар; 15 февраля 1944, Ялхорой, Чечено-Ингушская АССР — 21 апреля 1996, Гехи-Чу, Чеченская Республика Ичкерия) — чеченский государственный и политический деятель, лидер движения за независимость Чечни от России в 1990-е годы, первый Президент Чеченской Республики Ичкерия (1991—1996). Генералиссимус ЧРИ (1996), в прошлом — советский военачальник, генерал-майор авиации ВВС СССР.

## Биография
По национальности чеченец. Младший, тринадцатый, ребёнок Мусы и Рабиат Дудаевых, у него было три брата и три сестры родных и четыре брата и две единокровных сестры. Отец был ветеринаром.
Точная дата рождения неизвестна: во время депортации потерялись все документы, а из-за большого числа детей родители не запомнили точные даты рождения всех детей (Алла Дудаева в своей книге «Миллион первый: Джохар Дудаев» пишет, что год рождения Джохара мог быть 1943-й, а не 1944-й). Джохар принадлежал к тайпу цечой. Его мать Рабиат была выходцем из тайпа Нашхой, из Хайбаха. Через восемь дней после его рождения семья Дудаевых была депортирована в Павлодарскую область Казахской ССР в ходе массовой депортации чеченцев и ингушей в феврале 1944 года.
Оппозиционная пресса писала, что Дудаев на самом деле родился 15 апреля 1944 года в селе Первомайское Первомайского района Грозненской области, и что его семья не была депортирована, потому что его отец тесно сотрудничал с НКВД, но последний факт отрицается родственниками Дудаева.
По данным российского политолога Сергея Кургиняна, в ссылке семья Дудаевых приняла висхаджийский вирд (религиозное братство, учреждённое Вис-Хаджи Загиевым) кадирийского толка суфийского ислама.
Когда Джохару было шесть лет, умер Муса, что оказало сильное влияние на его личность: его братья и сёстры учились плохо, часто пропускали школу, в то время как Джохар учился хорошо и даже был избран старостой класса.
Через какое-то время Дудаевых, вместе с другими депортированными кавказцами, перевезли в Шымкент, где Джохар проучился до шестого класса, после чего в 1957 году семья вернулась на родину и поселилась в Грозном. В 9-м классе был на грани исключения из школы из-за сочинения про имама Шамиля, где тот был представлен народно-освободительным героем. В 1959 году окончил среднюю школу № 45, затем стал работать электриком в СМУ-5, одновременно учился в 10-м классе вечерней школы № 55, которую окончил через год. В 1960 году поступил на физико-математический факультет Северо-Осетинского педагогического института, но после первого курса тайком от матери уехал в Тамбов, где, прослушав годичный курс лекций по профильной подготовке, поступил в Тамбовское высшее военное авиационное училище лётчиков имени М. М. Расковой (1962—1966 годы). При поступлении Джохару пришлось соврать, что он осетин, однако, получая диплом с отличием, он настоял на том, чтобы в его личное дело вписали его настоящее происхождение.

### В Советской Армии
В Вооружённых силах СССР с 1962 года, службу проходил на командных должностях строевых частей ВВС. По окончании училища в 1966 году был направлен в 52-й гвардейский инструкторский тяжёлый бомбардировочный авиационный полк (аэродром Шайковка Калужской области) на должность помощника командира воздушного корабля. В 1971 году поступил, а в 1974 году окончил командный факультет Военно-воздушной академии им. Ю. А. Гагарина.
С 1970 года проходил службу в 1225-м тяжёлом бомбардировочном авиаполку (гарнизон Белая в Усольском районе Иркутской области (посёлок Средний), Сибирский военный округ), где в последующие годы последовательно занимал должности заместителя командира авиаполка (1976—1978), начальника штаба (1978—1979), командира отряда (1979—1980), командира этого полка (1980—1982).
В 1982 году стал начальником штаба 31-й тяжёлой бомбардировочной дивизии 30-й воздушной армии, а в 1985 году — начало 1989 года переведён начальником штаба в 13-ю гвардейскую тяжёлую бомбардировочную авиадивизию (Украина г. Полтава): он «запомнился многим полтавчанам, с которыми его сводила судьба. По словам его бывших сослуживцев, это был вспыльчивый, эмоциональный и одновременно чрезвычайно честный и порядочный человек. Тогда он ещё оставался убеждённым коммунистом, отвечал за политическую работу с личным составом».
В начале 1987—1991 годов был командиром стратегической 326-й Тарнопольской тяжёлой бомбардировочной дивизии 46-й воздушной армии стратегического назначения (г. Тарту, Эстонская ССР), одновременно исполнял обязанности начальника военного гарнизона. Звание генерал-майора авиации было присвоено в 1989 году.
В 1988 году совершил боевой вылет в западные районы Афганистана на борту бомбардировщика Ту-22МЗ из состава 185-го тяжёлого бомбардировочного авиаполка Дальней авиации (Украина г. Полтава), внедряя методику коврового бомбометания позиций противника. По другим данным, совершил несколько боевых вылетов. Сам Дудаев факт своего активного участия в военных действиях против исламистов в Афганистане всегда отрицал.
«Дудаев был хорошо подготовленный офицер. Он окончил Военно-воздушную академию имени Гагарина, достойно командовал полком и дивизией. Твёрдо управлял авиационной группой при выводе советских войск из Афганистана, за что был награждён орденом Боевого Красного Знамени. Его отличали выдержка, спокойствие и забота о людях. В его дивизии была оборудована новая учебная база, обустроены столовые и аэродромный быт, наведён твёрдый уставной порядок в гарнизоне Тарту. Джохару по заслугам было присвоено звание генерал-майора авиации», — вспоминал Герой России генерал армии Пётр Дейнекин.
После событий в Вильнюсе Дудаев выступил на эстонском радио, заявив, что если советские войска будут отправлены в Эстонию, он не пропустит их через воздушное пространство.
По воспоминаниям Галины Старовойтовой, в январе 1991 года, во время визита Бориса Ельцина в Таллин, Дудаев предоставил Ельцину свой автомобиль, на котором Ельцин возвратился из Таллина в Ленинград.
20 июня 1997 года в Тарту на здании гостиницы «Barclay» была установлена мемориальная доска в память Дудаева.

### Начало политической деятельности
23—25 ноября 1990 года в Грозном прошёл Чеченский национальный съезд (ЧНС), который избрал Исполнительный комитет во главе с председателем Джохаром Дудаевым.
В мае 1991 года уволенный в запас генерал принимает предложение вернуться в Чечено-Ингушетию и возглавить нарастающее общественное движение. Дудаев потребовал самороспуска Верховного Совета Чечено-Ингушской Республики. 8 июня 1991 года на второй сессии Чеченского национального съезда Дудаев был избран председателем Исполнительного комитета ОКЧН (Общенациональный конгресс чеченского народа), в который был преобразован прежний исполком ЧНС. Сессия провозгласила Чеченскую Республику (Нохчийчоь). С этого момента Дудаев в качестве руководителя Исполкома ОКЧН начал формирование параллельных органов власти в Чечено-Ингушской АССР, заявив, что депутаты ВС ЧИАССР «не оправдали доверия» и объявив их «узурпаторами».
Августовский путч 1991 года стал катализатором обострения политической обстановки в республике. Чечено-Ингушский республиканский комитет КПСС и правительство автономной республики поддержали ГКЧП, но ОКЧН выступил против ГКЧП. 19 августа по инициативе Вайнахской демократической партии на центральной площади Грозного начался митинг в поддержку российского руководства, но после 21 августа он стал проходить под лозунгами отставки Верховного Совета вместе с его председателем. 4 сентября произошёл захват грозненского телецентра и Дома радио. Джохар Дудаев зачитал обращение, в котором назвал руководство республики «преступниками, взяточниками, казнокрадами» и объявил, что с «5 сентября до проведения демократических выборов власть в республике переходит в руки исполкома и других общедемократических организаций». 6 сентября Верховный Совет ЧИАССР был разогнан вооружёнными сторонниками ОКЧН. Дудаевцы избили депутатов и выбросили в окно председателя Грозненского горсовета Виталия Куценко (по другой версии, он упал сам, пытаясь выбраться из здания). В результате глава горсовета погиб, а более 40 депутатов получили травмы. Спустя два дня дудаевцами захвачен аэропорт «Северный» и ТЭЦ-1, блокирован центр Грозного .

### Президент Чеченской Республики Ичкерия
27 октября 1991 года в чеченской части Чечено-Ингушетии прошли президентские выборы, победу на которых одержал Джохар Дудаев, набравший 90,1 % голосов. 1 ноября своим первым указом Дудаев провозгласил независимость самопровозглашённой Чеченской Республики (Нохчийчоь) (ЧРН) от РСФСР и СССР, что не было признано ни союзными, ни российскими властями, ни какими-либо иностранными государствами, кроме частично признанного Исламского Эмирата Афганистан (уже после смерти Дудаева). 2 ноября Съезд народных депутатов РСФСР признал прошедшие выборы недействительными, а 7 ноября президент России Борис Ельцин издал указ о введении в Чечено-Ингушетии чрезвычайного положения, но оно так и не было реализовано, поскольку ещё существовал Советский Союз, и силовые структуры находились в формальном подчинении не Ельцина, а Горбачёва; последний же отказался поддержать введение ЧП в Чечено-Ингушетии. В ответ на решение Ельцина Дудаев ввёл на подвластной ему территории военное положение. Был произведён вооружённый захват зданий силовых министерств и ведомств, разоружение военных частей, блокирование военных городков Минобороны, прекращены железнодорожные и авиаперевозки. ОКЧН призвал чеченцев, проживающих в Москве, «превратить столицу России в зону бедствия».
В ноябре-декабре парламент ЧРИ принял решение об упразднении в республике существующих органов власти и об отзыве народных депутатов СССР и РСФСР от ЧИАССР.[значимость факта?] Указом Дудаева было введено право граждан на приобретение и хранение огнестрельного оружия.
В начале 1990-х годов Джохар Дудаев запретил показывать на чеченском телевидении мультсериал «Ну, погоди!». По мнению генерала, образ волка — государственного символа независимой Ичкерии — подвергался в нём осмеянию и унижению.

#### Внешнеполитическая деятельность
После распада СССР ситуация в Чечне окончательно вышла из-под контроля Москвы. В декабре-феврале продолжался захват оставленного оружия. В начале февраля 1992 года был разгромлен 556-й полк внутренних войск, совершались нападения на военные части. Было похищено более 4 тысяч единиц стрелкового оружия, примерно 3 млн единиц различных боеприпасов и т. д.
В январе 1992 года в результате вооружённого переворота был свергнут президент Грузии Звиад Гамсахурдия. Дудаев отправил за семьёй Гамсахурдия в Ереван самолёт и спецгруппу во главе с личным телохранителем Абу Арсанукаевым. Дудаев разместил семью Гамсахурдии в своей резиденции в Грозном. В феврале Дудаев и Гамсахурдия обнародовали проект создания «Союза военных сил Закавказья» — объединения всех северокавказских и закавказских государств в лигу независимых от России республик.
3 марта Дудаев заявил, что Чечня сядет за стол переговоров с российским руководством только в том случае, если Москва признает её независимость. Спустя девять дней, 12 марта парламент ЧРН принял Конституцию ЧРН, объявив её независимым светским государством. 13 марта Гамсахурдия подписал указ о признании государственной независимости Чечни, а 29 марта Дудаев подписал указ о признании Грузии как независимого государства. Чеченские власти, почти не встречая организованного сопротивления, захватили вооружение российских воинских частей, дислоцированных на территории Чечни. К маю дудаевцы захватили 80 % военной техники и 75 % стрелкового оружия от общего количества, имевшегося в распоряжении военных на территории Чечни. В это же время после государственного переворота в Азербайджане, когда к власти в стране пришёл Народный фронт Азербайджана во главе со своим лидером Абульфазом Эльчибеем, Дудаев наладил контакт с новым руководством этой южнокавказской республики. В одном эксклюзивном интервью, данном в 2005 году, бывший президент Грузии Эдуард Шеварднадзе рассказал следующее:
После того, как Абульфаз Эльчибей стал президентом Азербайджана, для установления отношений я позвонил ему и предложил встретиться. Он мне сказал, что пока у него нет времени, и когда понадобится, мне дополнительно сообщит. Ровно через 6 месяцев после этого мы встретились в Баку. В начале разговора Эльчибей спросил у меня: «Хотите встретиться с президентом Чечни Джохаром Дудаевым?». Я сказал, что приехал в Баку для встречи с Эльчибеем, а не Дудаевым. Он сказал: «Этажом ниже Дудаев ждёт Вас, прошу вас встретьтесь с ним». Это было в то время, когда чеченцы дрались в Абхазии против нас…
Мы с Эльчибеем спустились вниз. Я крепко поздоровался с Дудаевым по кавказскому обычаю. Он мне предложил создать антироссийский союз и выступить с заявлением по этому поводу. Я знал силу России и поэтому спокойно заявил, что Грузия не сможет вести войну против России. Дудаев послушал меня и сказал, что если я откажусь, то он обратится с подобной просьбой к Эльчибею. Уже не было темы для продолжения разговора, и я вернулся на Родину. Затем об этом союзе я ничего не слышал.
25 июля 1992 года Дудаев выступил на чрезвычайном съезде карачаевского народа и осудил Россию за попытки помешать горцам обрести независимость, обещав карачаевцам оказать любую помощь «в борьбе за долгожданную свободу и национальное достоинство». В августе король Саудовской Аравии Фахд и эмир Кувейта Джабер ас-Сабах пригласили Дудаева посетить их страны в качестве президента Чеченской Республики. В ходе продолжительных аудиенций у короля и эмира Дудаев поднял вопрос об установлении дипломатических отношений на уровне послов, но арабские монархи заявили, что будут готовы признать независимость Чечни только после соответствующих консультаций с Россией и США. По итогам визита не было подписано никаких документов: по словам представителя МИД ЧР Артура Уманского, арабские руководители хотели избежать упрёков со стороны Москвы. Тем не менее, на неофициальном уровне монархи всячески демонстрировали Дудаеву своё расположение. Король Фахд посетил вместе с ним священный для мусульман город Медину и главную святыню ислама храм Кааба в Мекке, совершив тем самым малый хадж. Эмир Кувейта устроил в честь Дудаева торжественный ужин в присутствии послов 70 стран. В Саудовской Аравии чеченский лидер также провёл переговоры с находившимися там президентом Албании Сали Бериша и министром иностранных дел Боснии и Герцеговины Харисом Силайджичем.
После этого Дудаев совершает визиты в Турецкую республику Северного Кипра и Турцию. В конце сентября Джохар Дудаев посетил Боснию, где в это время шла гражданская война. Однако в аэропорту Сараево Дудаева и его самолёт арестовали французские миротворцы. Дудаева отпустили лишь после телефонного разговора между Кремлём и штаб-квартирой ООН.
После этого Джохар Дудаев направился в США в сопровождении вице-премьера Майрбека Мугадаева и мэра Грозного Бислана Гантамирова. Согласно официальным источникам, целью визита было установление контактов с американскими предпринимателями для совместной разработки чеченских нефтяных месторождений. Визит завершился 17 октября 1992 года.

#### Конституционный кризис в Чечне
К началу 1993 года экономическая и военная обстановка на территории Чечни обострилась, Дудаев утратил прежнюю поддержку.
19 февраля 1993 года своим решением Дудаев утвердил Конституцию ЧР, согласно которой вводилась президентская республика. Был организован опрос об утверждении Конституции, в котором, как утверждалось дудаевцами, приняло участие 117 тысяч человек, из них 112 тысяч одобрили проект.
15 апреля 1993 года начался бессрочный митинг оппозиции на Театральной площади в Грозном. Парламент принял призыв к гражданам о восстановлении в республике законной власти и назначил на 5 июня 1993 года референдум о доверии парламенту и президенту. В ответ на это 17 апреля 1993 года Дудаев распустил правительство ЧРН, парламент, конституционный суд и Грозненское городское собрание, введя на всей территории Чечни прямое президентское правление и комендантский час, а также назначил вице-президентом Зелимхана Яндарбиева.
Незадолго до проведения референдума вооружённые дудаевцы устраивают разгром Центризбиркома. 4 июня 1993 года был расстрелян митинг оппозиции, штурмом взяты здания мэрии Грозного и ГУВД, в результате чего было убито примерно 50 человек.
В 3 часа 30 минут утра 8 августа 1993 года несколько неизвестных ворвались в кабинет Дудаева, расположенный на 9 этаже президентского дворца, и открыли огонь, но на выстрелы охрана открыла ответный огонь, и нападавшие скрылись. В ходе покушения Дудаев не пострадал.

#### Борьба с вооружённой оппозицией 1993—1994 гг.
Летом 1993 года на территории Чечни происходят постоянные вооружённые столкновения. Оппозиция оказывается вытеснена на север республики, где были сформированы альтернативные органы власти. В конце года Чечня отказывается принимать участие в выборах Государственной думы и референдуме о конституции, парламент выступает против включения в новую Конституцию РФ положения о Чечне как о субъекте Российской Федерации.
К началу 1994 года режим Дудаева оказывается ослаблен внутренними противоречиями, нестабильностью и распадом управления. 10 августа в Грозном прошёл Общенациональный съезд, организованный сторонниками Дудаева. Съезд высказался за всеобщую мобилизацию и объявление «священной войны» России.
20 сентября 1994 года Умар Автурханов заявил, что все мирные пути решения чеченской проблемы исчерпаны. 30 сентября вертолёты Временного Совета совершили налёт на грозненский аэродром, уничтожив часть авиации Дудаева.
15 октября силы Временного совета вступили в Грозный, практически не встречая сопротивления, но затем отошли из города, будто бы получив некий приказ из Москвы. После получения бронетехники военный потенциал Временного совета значительно усилился. 17 ноября началась подготовка к новому штурму Грозного.
Утром 26 ноября происходит обстрел и штурм Грозного российскими спецслужбами и отрядами оппозиции. В Грозный вошли три вооружённые колонны по трём направлениям. Без боя был занят телецентр, возле которого остались три танка. Сообщалось также, что Президентский дворец был взят отрядом участвовавшего в штурме на стороне оппозиции полевого командира Руслана Лабазанова. Танкисты, занявшие позиции у телецентра, вскоре подверглись атаке «абхазского батальона» Шамиля Басаева и сдались охранникам телецентра. К концу дня 26 ноября силы Временного совета покинули Грозный. Поражение оппозиции было обусловлено различными целями составлявших её группировок, ограничением планирования операции захватом центра Грозного и привлечением режимом Дудаева больших сил для отражения штурма. Силами Дудаева были взяты в плен российские военнослужащие, воевавшие на стороне оппозиции по контракту с Федеральной службой контрразведки Российской Федерации.
После неудачного штурма Грозного оппозиция могла рассчитывать только на военную помощь центра. 11 декабря 1994 года подразделения Минобороны и МВД России вошли на территорию Чечни на основании указа Президента РФ Бориса Ельцина «О мерах по пресечению деятельности незаконных вооружённых формирований на территории Чеченской Республики и в зоне осетино-ингушского конфликта». Началась Первая чеченская война.

#### 1995 год
По указанию Джохара Дудаева в Чечне созданы лагеря содержания военнопленных и гражданских лиц, иногда их называют концлагерями.
14 июня 1995 года состоялся террористический рейд под командованием Шамиля Басаева на город Будённовск (Ставропольский край), сопровождавшийся массовым захватом заложников в городе. Эта акция привела к гибели около 100 мирных граждан. Басаев утверждал, что Дудаев не знал об этой операции. После событий в Будённовске Дудаев наградил орденами личный состав отряда Басаева. 21 июля 1995 года Дудаев присвоил Басаеву звание бригадного генерала.

### Ликвидация Дудаева
С самого начала первой чеченской войны на Дудаева охотились российские спецслужбы. Три покушения закончились неудачей. 21 апреля 1996 года российские спецслужбы запеленговали сигнал от спутникового телефона Дудаева в районе села Гехи-чу в 30 км от Грозного. В воздух были подняты 2 фронтовых бомбардировщика Су-24 с самонаводящимися ракетами производства КПО «Стрела», город Королёв. Предположительно, Дудаев был убит ударом ракеты прямо во время разговора по телефону с депутатом Госдумы Константином Боровым. Алла Дудаева в интервью газете «Коммерсантъ» рассказала, что находилась рядом с Джохаром в момент его смерти. Она, в частности, сказала:
А потом Джохар начал говорить с Боровым. Он сказал мне: «Отойди к оврагу». И вот я стою вместе с Вахой Ибрагимовым на краю оврага, ранняя весна, птицы поют. А одна птица плачет — как будто стонет из оврага. Я тогда не знала, что это кукушка. И вдруг — за моей спиной удар ракетой. Метрах в двенадцати я стояла от Джохара, меня сбросило в овраг. Боковым зрением увидела жёлтое пламя. Стала вылезать. Смотрю — «уазика» нет. И тут второй удар. На меня сверху упал один из охранников, он меня закрыть хотел. Когда стихло, он поднялся, а я услышала плач Висхана, племянника Джохара. Выкарабкалась, не пойму, куда всё исчезло: ни «уазика», ни Вахи Ибрагимова, иду как во сне и тут споткнулась о Джохара. Он уже умирал. Я не слышала его последних слов, но он успел сказать нашему охраннику, Мусе Идигову: «Доведите дело до конца». Мы его подняли, отнесли до второго «уазика», потому что от первого осталась груда металла. Хамад Курбанов и Магомед Жаниев погибли, Ваха был ранен. Джохара положили на заднее сиденье «уазика», рядом с шофёром сел Висхан, а я забилась сзади у окошка. За Вахой они должны были потом приехать. Они ещё думали, что Джохара можно спасти. Хотя я уже тогда поняла, что нельзя, я нащупала у него в голове, справа, такую яму…
Сам Боровой не уверен, что Дудаев был убит именно во время разговора с ним по телефону. По некоторым сведениям Дудаев собирался говорить с представителями короля Марокко Хасана II, которого сам называл возможным кандидатом в посредники на переговорах с Кремлём.
Место, где был похоронен Дудаев, неизвестно.
Спустя 15 лет в российской прессе появились подробности ликвидации Дудаева.
Несмотря на его смерть, сразу после неё и впоследствии неоднократно появлялись сообщения о том, что Дудаев может быть жив. В июне 1996 года его зять Салман Радуев, также объявленный ранее «убитым», собрал пресс-конференцию в Грозном и на Коране поклялся, что Дудаев остался в живых после покушения и что 5 июля, через три месяца после ликвидации Джохара, встречался с ним в одной из европейских стран. Он сообщил, что раненого генерала вывезли с места происшествия на машине представители миссии ОБСЕ в указанное им безопасное место, что на данный момент президент Чечни скрывается за границей и «обязательно вернётся, когда будет нужно». Заявления Радуева имели шумный резонанс в прессе, однако в назначенный «час X» Дудаев не появился. Оказавшись в тюрьме, Радуев покаялся, что заявлял это «ради политики».
В августе 2001 года о том, что Дудаев может быть жив, заявил Президент Чечни Ахмат Кадыров. По его словам, оснований утверждать, что Дудаев не убит, — нет, но также нет оснований уверенно заявлять обратное, и предположил, что в рамках президентской кампании 1996 года предвыборный штаб Бориса Ельцина посоветовал ему конфликт в Чечне поскорее завершить и провести мирные переговоры с любыми представителями повстанцев, за исключением Дудаева, которого в стране считали инициатором конфликта. Однако Кадыров не приводит никаких деталей операции по уходу Дудаева «в тень». Позднее заявление Кадырова было опровергнуто.
В сентябре 2003 года в представительстве «Регионального оперативного штаба по управлению контртеррористической операцией на Северном Кавказе» со ссылкой на интернет-ресурсы повстанцев сообщили, что располагают информацией о возможном появлении его двойника в Панкисском ущелье в Грузии. Было заявлено, что его «готовятся предъявить перед телекамерами в Турции» незадолго до намеченных в республике выборов Президента с целью дестабилизировать обстановку.

## Память

### Мемориальные доски
- Первая мемориальная доска памяти Джохара Дудаева была открыта 20 июля 1997 года в городе Тарту (Эстония) на стене гостиницы «Barclay»[24]. Надпись на ней гласит: В этом доме работал в 1987—1991 годах первый президент Чеченской Республики Ичкерия генерал Джохар Дудаев.
- 20 сентября 2007 года была открыта доска в Полтаве на доме № 6 по улице Никитченко[17].

### Улицы и площади
- Босния и Герцеговина — Горажде, улица Джохара Дудаева.
- Латвия — Рига, аллея Джохара Дудаева (с 1996)
- Литва — Вильнюс, сквер Джохара Дудаева. В сентябре 1998 года в сквере, названном именем Джохара Дудаева, который находится в вильнюсском микрорайоне Жверинас, был открыт каменный памятник. На нём выбиты строчки поэта Сигитаса Гяды, посвящённые Дудаеву. Надпись на литовском гласит: «О, сын! Если дождёшься следующего столетия и, остановившись на высоком Кавказе, оглядишься вокруг: не забудь, что и здесь были мужи, поднявшие народ и вышедшие свободы святые идеалы защитить».

- Польша — Варшава, площадь Джохара Дудаева (с 2005)[66].
- Турция:
  - Дариджа, провинция Коджаели, парк Джохара Дудаева[67]
  - Афьонкарахисар, улица Джохара Дудаева[67]
  - Каршияка, Измир, бульвар Джохара Дудаева[68]
- Украина:
  - Ивано-Франковск, улица Джохара Дудаева (с 1996)
  - Львов, улица Джохара Дудаева (с 1996)
  - Хмельницкий, улица Джохара Дудаева (с 2015)
  - Кривой Рог, улица Джохара Дудаева (с 2023)
  - Гоща, улица Джохара Дудаева[69]
  - Киев, улица Джохара Дудаева (с 2022)

### Прочее
- В 1992 году в Ичкерии была выпущена серия марок, на одной из которых был изображён Дудаев[70].
- Чеченский бард Тимур Муцураев посвятил несколько своих песен Джохару Дудаеву[71].
- В августе 2008 года в Сёдинге (Австрия) прошёл «Первый мемориал Джохара Дудаева» по вольной борьбе[72].
- В честь Дудаева назван чеченский миротворческий батальон имени Джохара Дудаева (Украина).

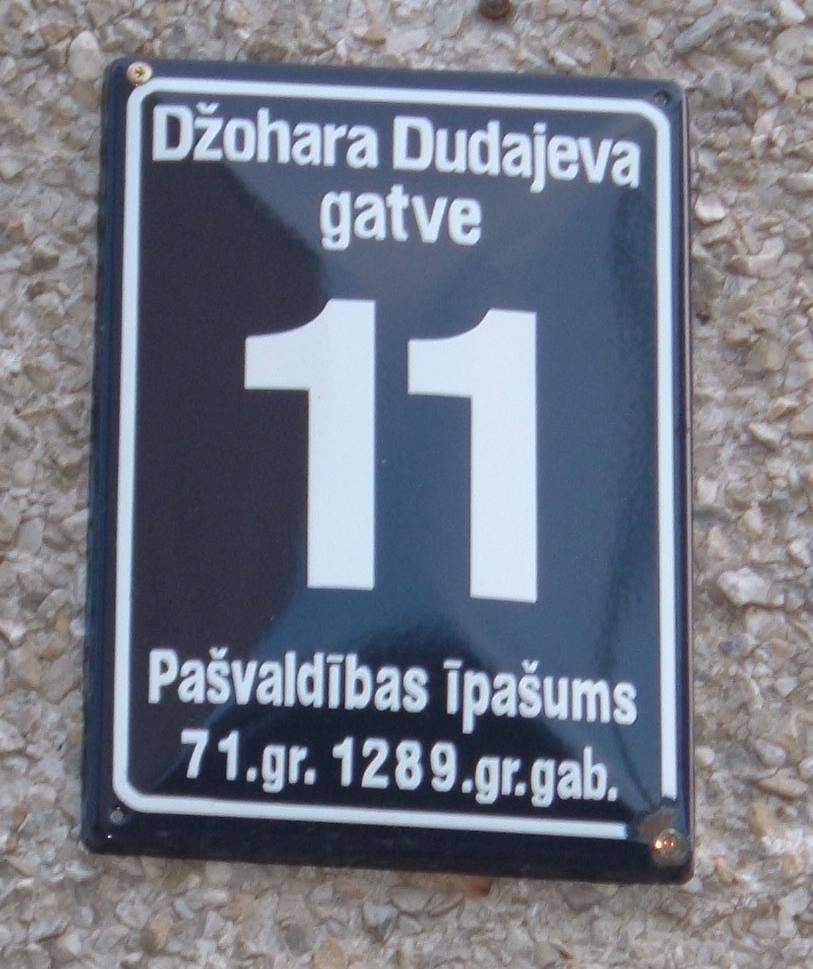
Табличка на доме на аллее Джохара Дудаева в Риге
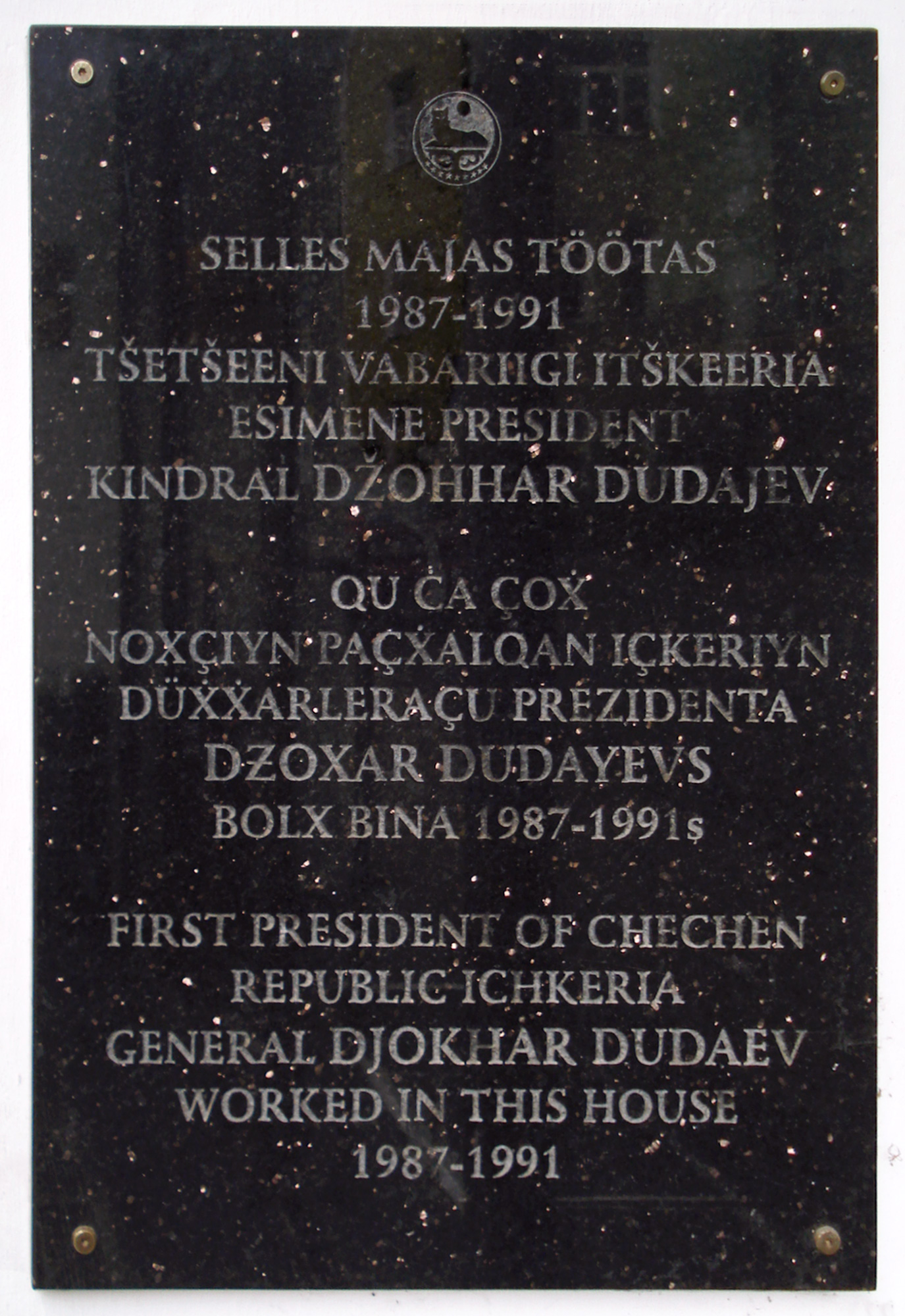
Мемориальная доска Дудаеву в Тарту
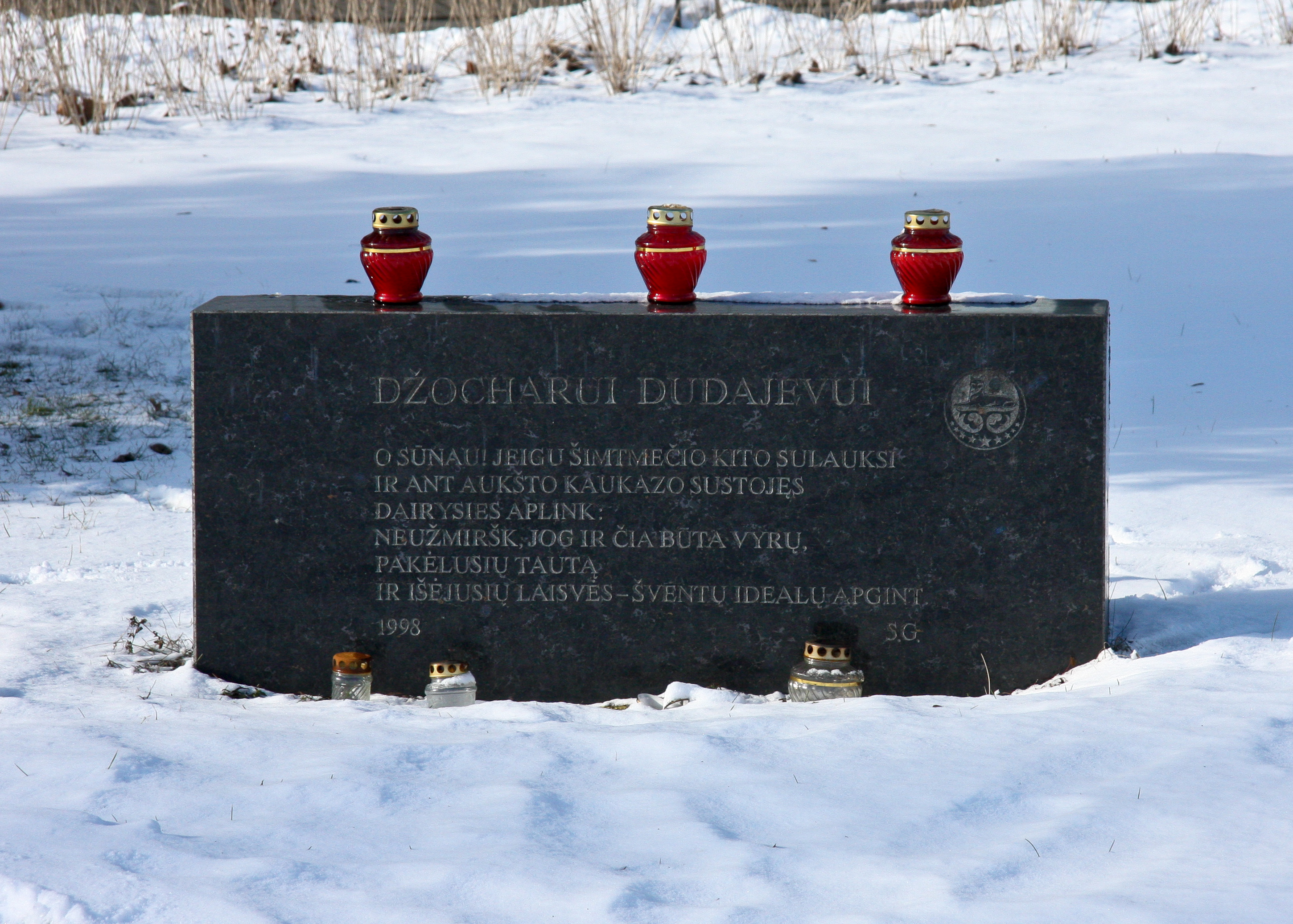
Сквер имени Джохара Дудаева в Вильнюсе
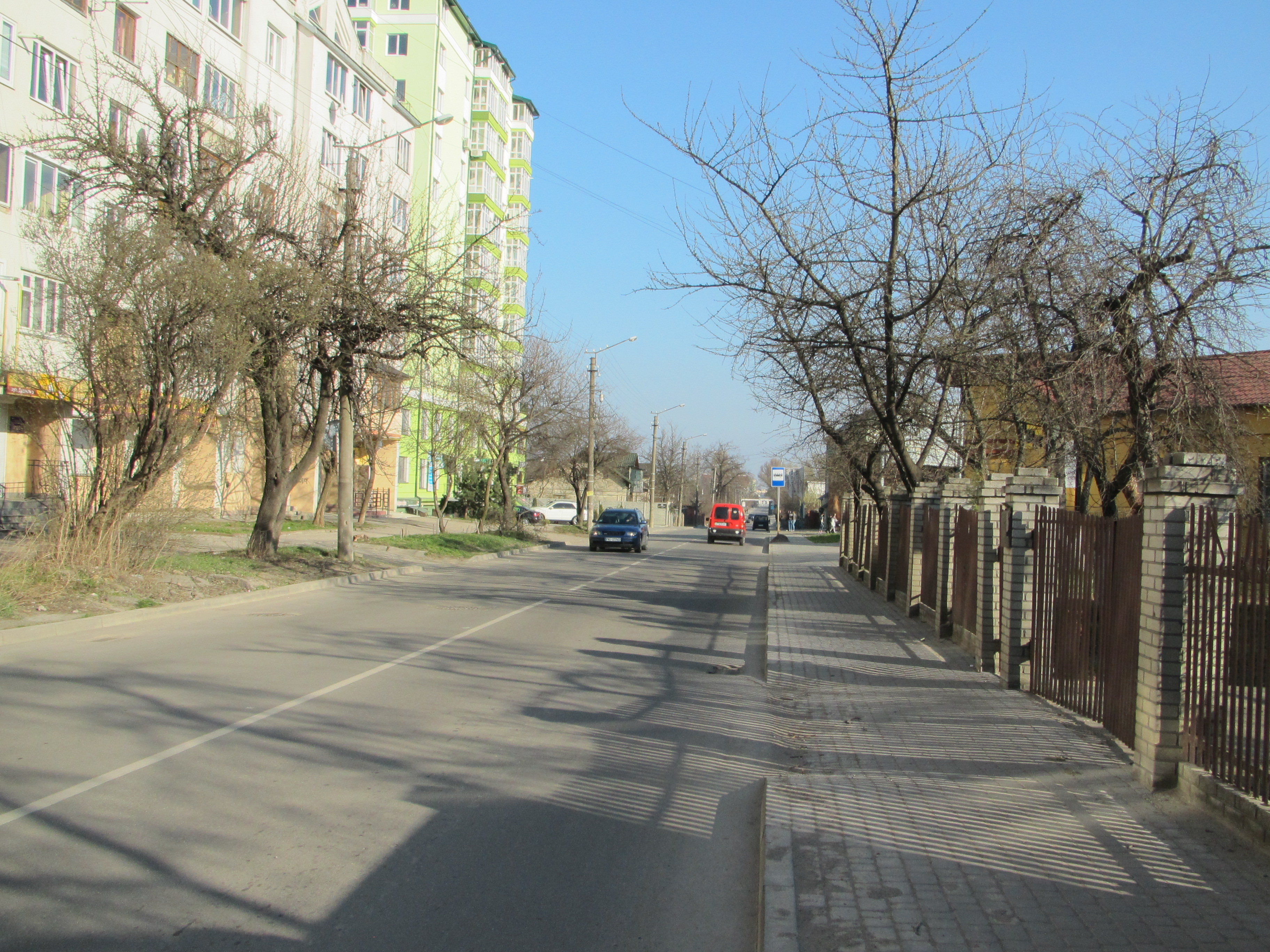
Улица Джохара Дудаева в Ивано-Франковске
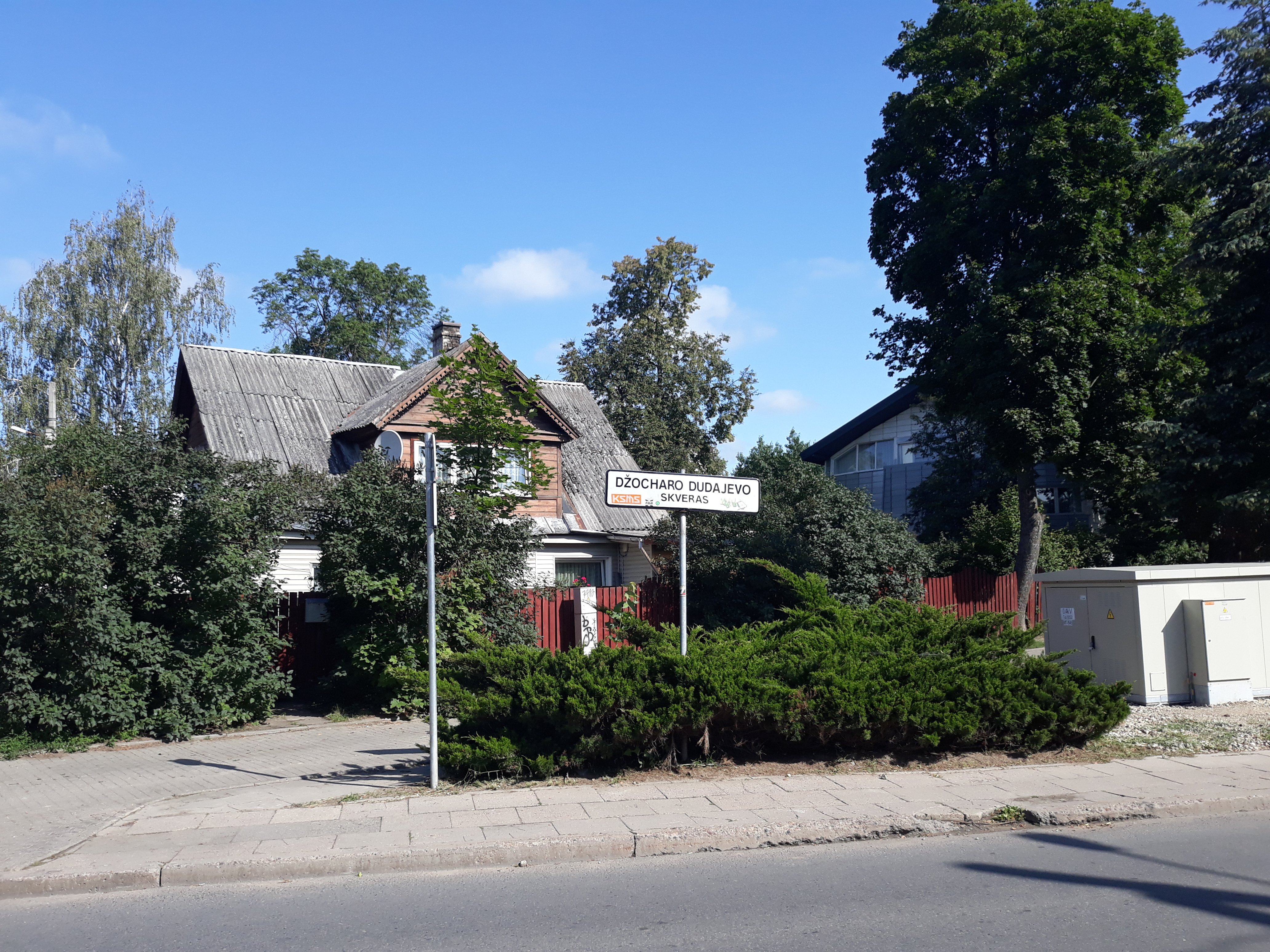
Сквер имени Джохара Дудаева
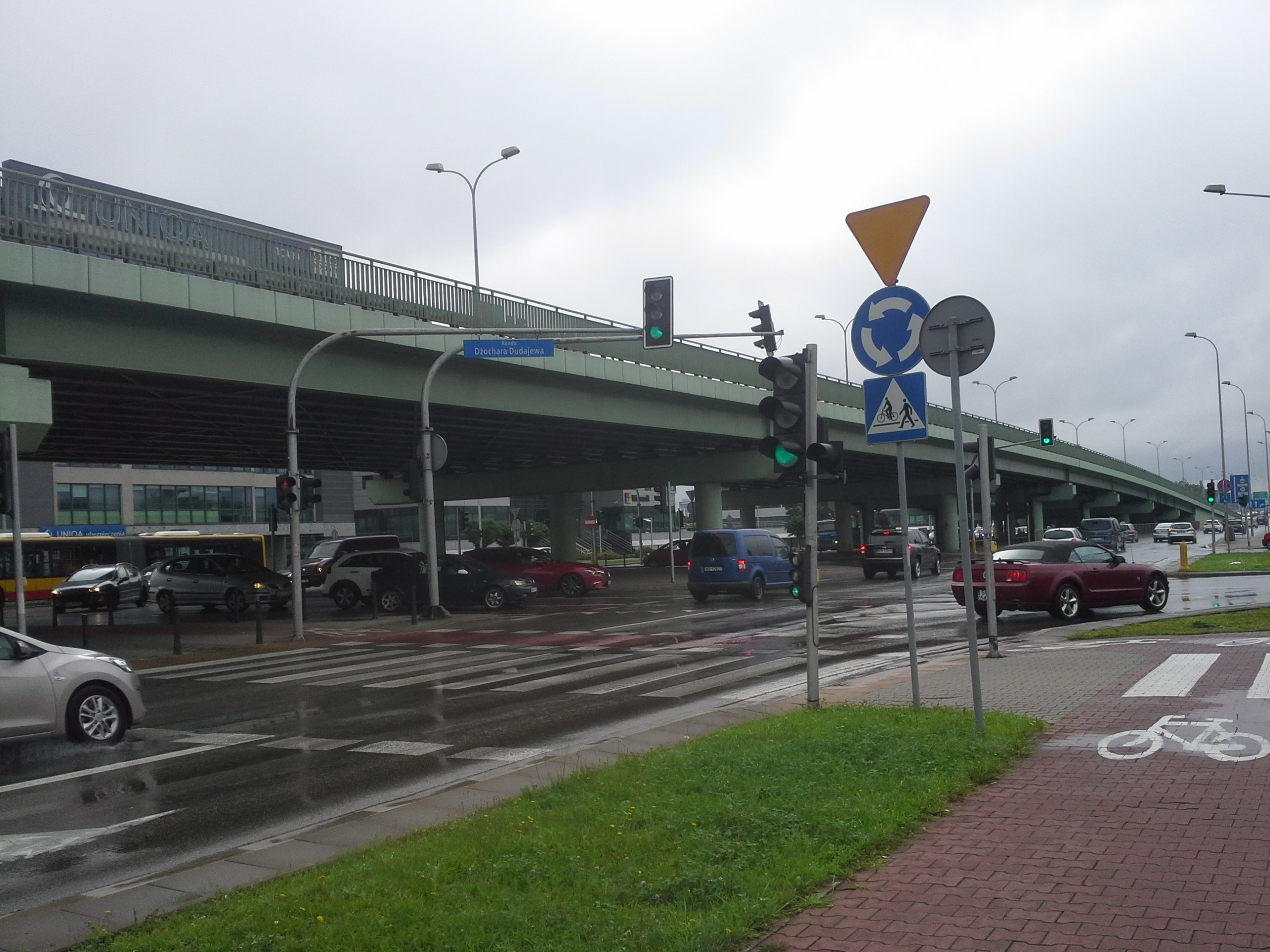
Площадь Джохара Дудаева в Варшаве
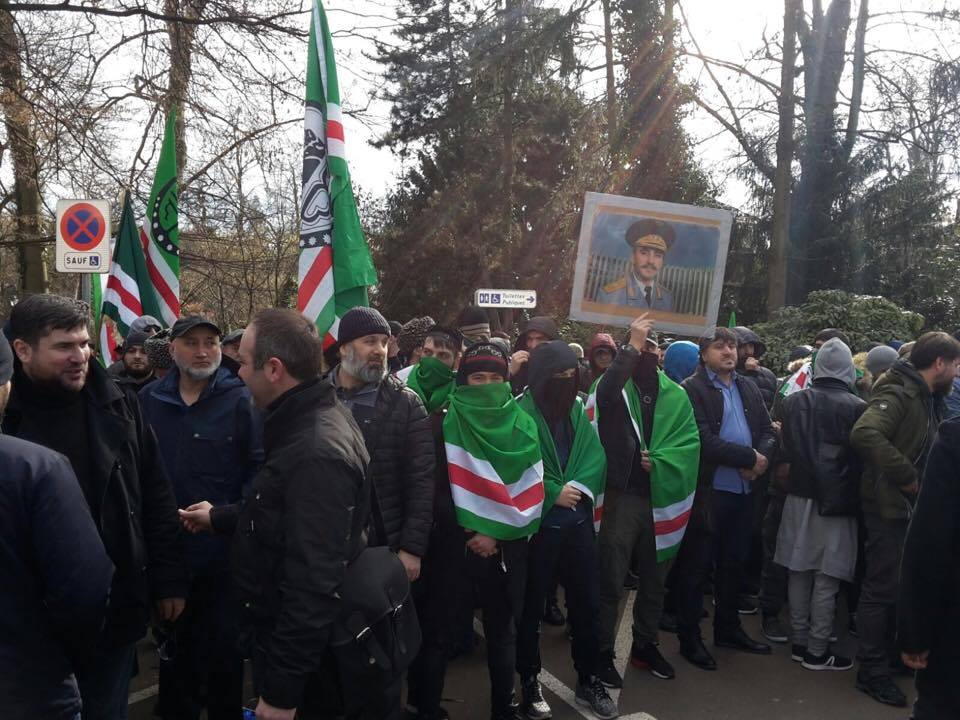
Портрет Дудаева на митинге в Страсбурге в память депортации вайнахов (2017)
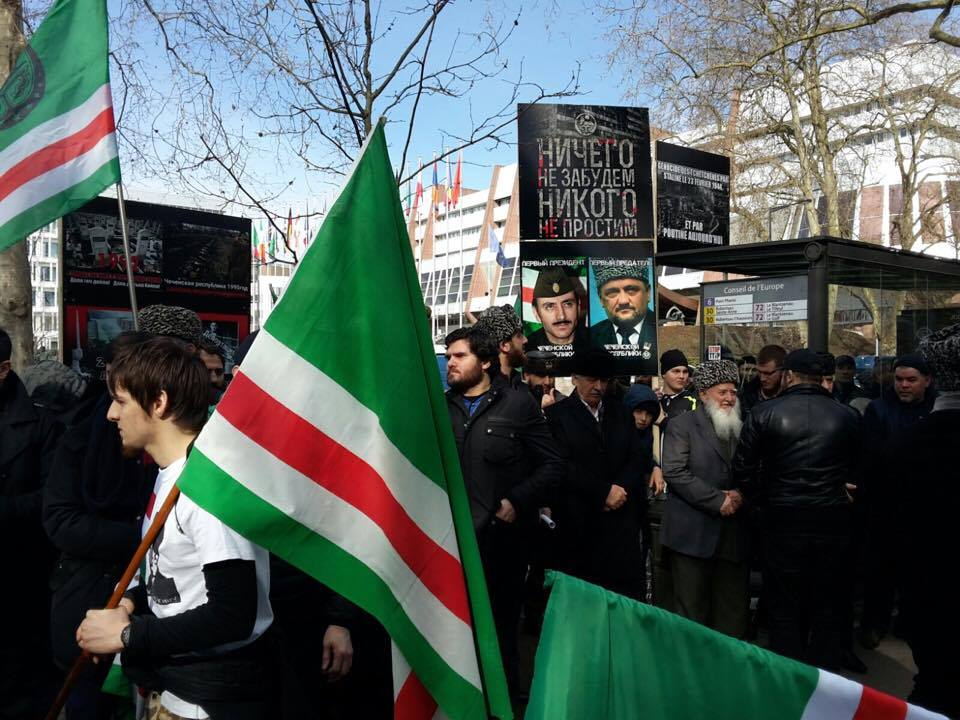
Портрет Дудаева в Страсбурге
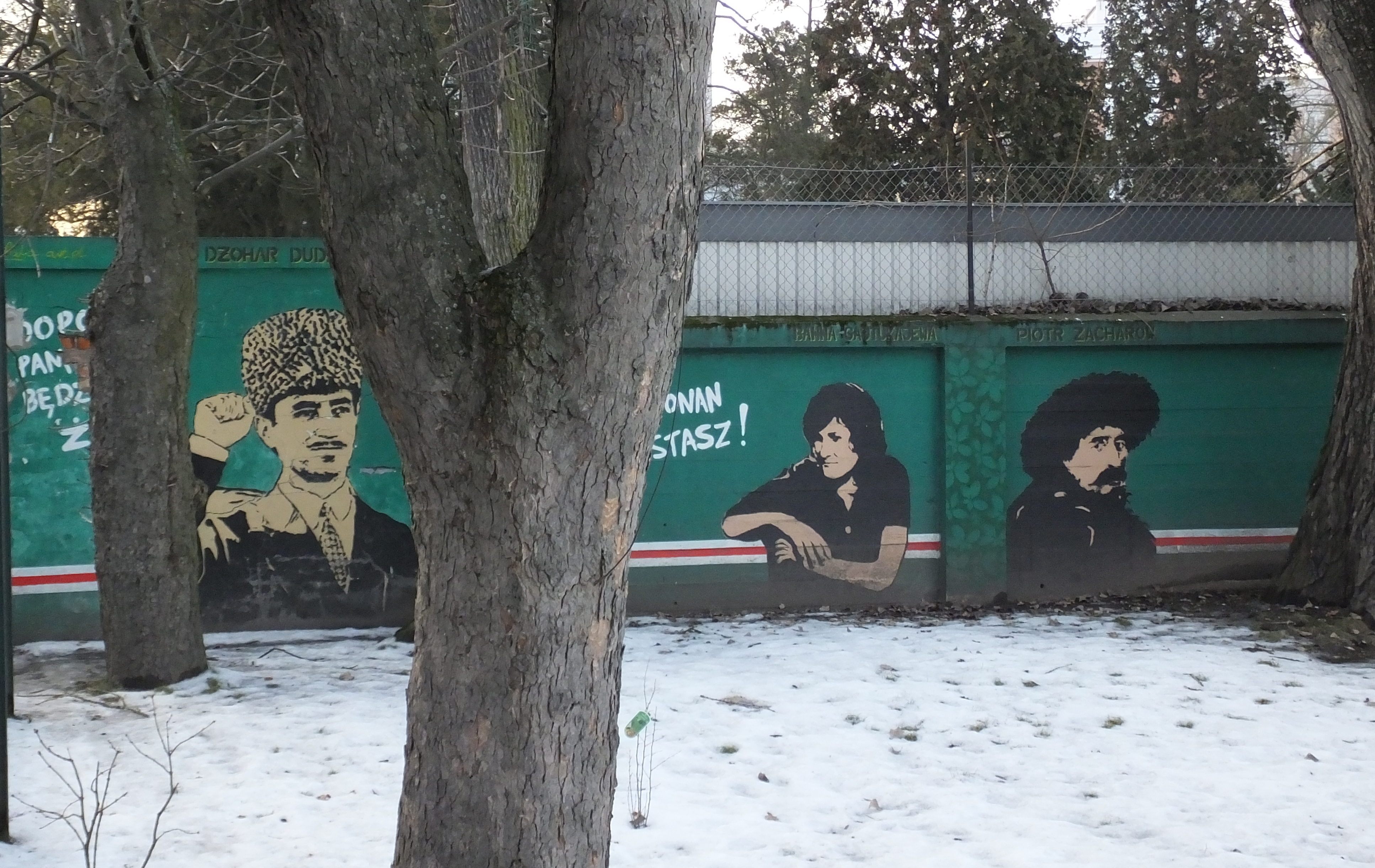
Фрески Чеченской галереи на заборе Рашинской социальной гимназии в Варшаве. Джохар Дудаев, Банна Гайтукаева и Пётр Захаров

## Семья
12 сентября 1969 года Джохар Дудаев женился на дочери майора Алевтине (Алле) Дудаевой (урождённой Куликовой), русской по национальности и у них родилось трое детей: два сына — Авлур (Овлур; родился 24 декабря 1969 года, живёт в Швеции под именем Олег Захарович Давыдов) и Деги (родился 25 мая 1983 года, живёт в Литве), — и дочь Дана (родилась 7 апреля 1973 года, живёт в Великобритании).